# Heilig Land Stichting
De Heilig Land Stichting (HLS) is de moederstichting van de beheerstichting van het Museumpark Orientalis die in 1911 werd opgericht en vanaf 1946 een kerkelijke stichting is. Het park heette tot 2007 het Bijbels Openluchtmuseum en tot 1970 Heilig Land Stichting, de naam van de moederstichting.

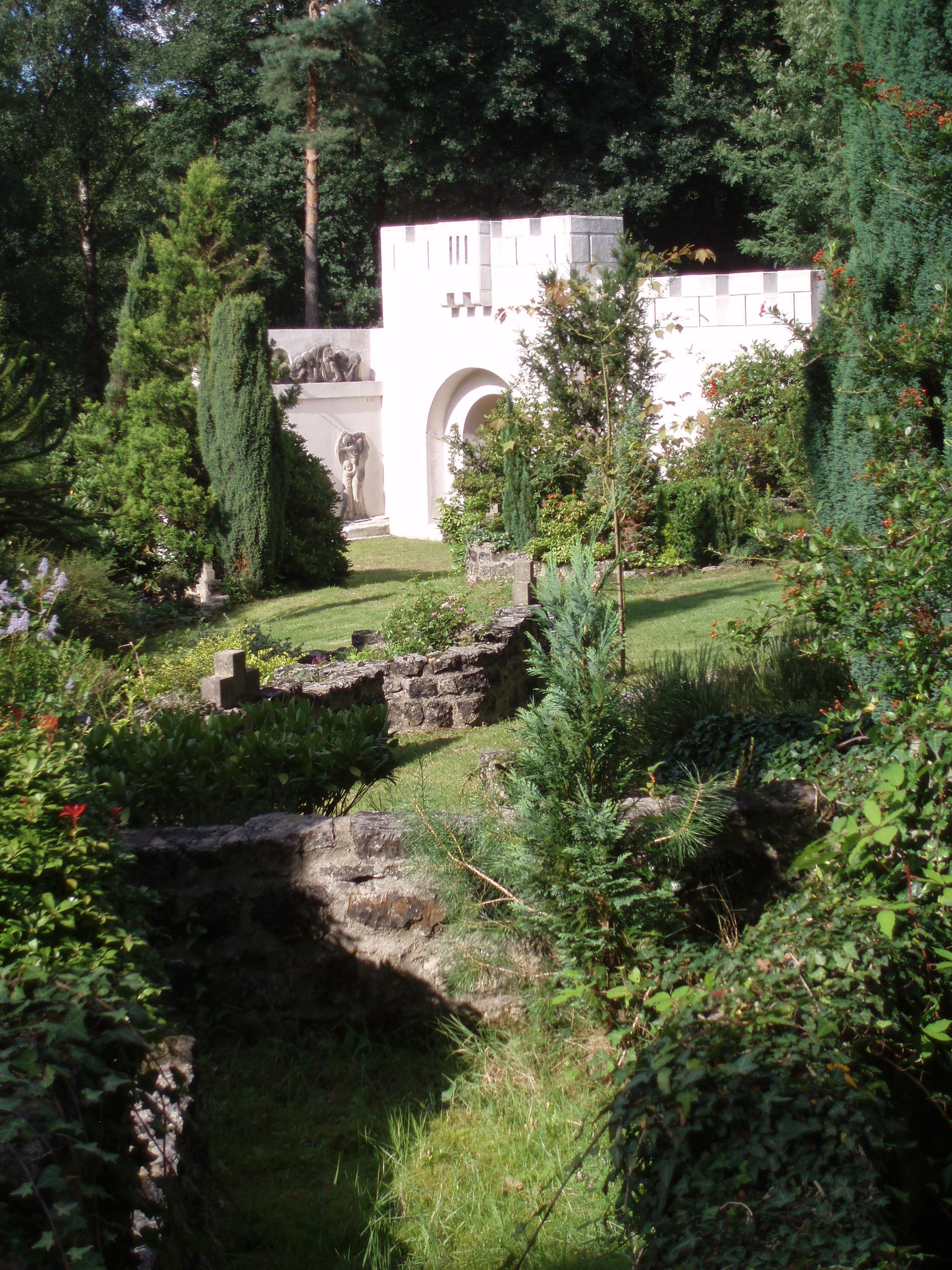
Oosterse Stadspoort op de begraafplaats

Het doel van de Heilig Land Stichting is de herinnering aan Jezus als Christus levend te houden door op aanschouwelijke en wetenschappelijk verantwoorde wijze de mens in contact te brengen met de boodschap van het Oude en Nieuwe Testament en hem een beeld te geven van de geestelijke en stoffelijke cultuur van de wereld waarin de Bijbel is geschreven.
Het bestuur van HLS heeft in 2001 een verzoek gedaan aan bisschop Hurkmans van het bisdom 's-Hertogenbosch om in verband met het verliezen van subsidies het toenmalige Bijbels Openluchtmuseum om te zetten in een RK burgerlijke beheersstichting. Om de intrekking van deze gelden door overheid en sponsoren te voorkomen moest een verhuurconstructie worden opgesteld. De bisschop ging hiermee niet akkoord, waarna het bestuur ontslagen werd. Hierna volgde een diplomatiek steekspel tussen enerzijds het bisdom en anderzijds de HLS en het Museumpark Orientalis.
Via een aparte constructie verhuurt de HLS haar terrein aan het Museumpark Orientalis. Dat museum wil een interreligieuze en interculturele ontmoetingsplaats zijn van de drie grote Abrahamitische religies. Volgens bisschop Hurkmans is de Heilig Land Stichting een publieke kerkelijke stichting, waardoor hij zeggenschap heeft over de verhuur van het terrein. De bisschop wil dan ook het terrein en het museum gebruiken voor de katholieke evangelisatie, iets dat het bestuur van de HLS verworpen heeft; volgens het bestuur is het een private kerkelijke instelling, waardoor de bisschop geen zeggenschap heeft. In 2003 werd het bestuur gedagvaard en de bisschop wilde de verhuur nietig verklaren. De dagvaarding werd niet geactiveerd en middels een Conclusie van Antwoord heeft de HLS het proces in 2007 weer geactiveerd.
Of de HLS een publieke dan wel private kerkelijke stichting is, is er door het bestuur een uitspraak gevraagd aan een kerkelijke rechtbank. Dat antwoord laat echter al jaren op zich wachten en toenmalig HLS-voorzitter Schröder was dan ook bang dat het museum failliet ging als er geen duidelijkheid kwam. Reeds aangeworven geldschieters durven niet te investeren, omdat zij bang zijn dat in de toekomst sponsorgelden gebruikt gaan worden voor evangelisatiedoeleinden.
Van 1918 tot 1925 beschikte de stichting over een eigen station.

## Project Heilig Land Stichting
Nadat de Waalwijkse priester Arnold Suys in 1903 voor de eerste maal naar het Heilige Land was geweest, was hij van mening dat de plaatsen, de gewoontes, de bevolking, de omgeving en het landschap als een soort vijfde evangelie waren om het leven van Jezus beter te kunnen begrijpen. Samen met architect Jan Stuyt en de kunstschilder Piet Gerrits vatte hij het plan op een pelgrimsoord op te richten voor mensen die niet in staat waren naar het Heilige Land te gaan, waar momenten van het leven van Jezus nagebouwd en uitgebeeld werden. Vanaf 1911 begon het project Heilig Land Stichting, waarvoor het bisdom 's-Hertogenbosch circa 100 hectare beschikbaar stelde. Het project moet in het licht worden gezien van de katholieke emancipatie aan het einde van de 19e eeuw en het begin van de 20e eeuw.
Om het park te bekostigen werd een gedeelte van de beschikbare grond verkocht, waarop het dorpje Het Heilig Land werd gesticht; in de jaren dertig versmolt het dorp samen met het nabijgeleden De Ploeg tot Heilig Landstichting. Verder werd vanaf 1913 voor de aanleg van deze begraafplaats een aparte stichting in het leven geroepen, de Eerste Hulp Stichting der Heilig Land Stichting. De begraafplaats was een onderdeel van het devotiepark en de opbrengsten waren bedoeld om het religieuze park, pelgrimsreizen en de te bouwen basiliek te ondersteunen.
Hoewel het dorp Heilig Landstichting haar naam te danken heeft aan het devotiepark ontwikkelde het zich onafhankelijk van de rest van het project. De begraafplaats maakte wel onderdeel uit van het devotiepark Heilig Land Stichting. In 1913 werd voor de aanleg van de begraafplaats een speciale stichting in het leven geroepen, genaamd de Eerste Hulp Stichting der Heilig Land Stichting. Deze naam moet zeer letterlijk worden genomen, omdat met de opbrengsten van de begraafplaats de Heilig Land Stichting (het museum) ondersteund moest worden. Het bestuur van beide stichtingen was en is echter hetzelfde.
Hoewel het museum zich oriënteert op de interreligieuze en interculturele dialoog, heeft de begraafplaats nog een sterk katholiek karakter.